# Геленув (гміна Зволень)
Геленув (пол. Helenów) — село в Польщі, у гміні Зволень Зволенського повіту Мазовецького воєводства.
У 1975-1998 роках село належало до Радомського воєводства.